# Cervona Sloboda, Kompaniivka
Cervona Sloboda (în ucraineană Червона Слобода) este localitatea de reședință a comunei Cervona Sloboda din raionul Kompaniivka, regiunea Kirovohrad, Ucraina.

## Demografie
Componența lingvistică a localității Cervona Sloboda
     Ucraineană (96,67%)
     Rusă (2,38%)
     Alte limbi (0,95%)
Conform recensământului din 2001, majoritatea populației localității Cervona Sloboda era vorbitoare de ucraineană (96,67%), existând în minoritate și vorbitori de rusă (2,38%).